# Aharon Razin
Aharon Razin (ebraico: אהרון רזין; Tel Aviv, 6 aprile 1935 – 27 maggio 2019) è stato un biochimico israeliano.
Nel 2004 Razin ricevette il Premio Israele per la biochimica.
Nel 2008 ricevette il Premio Wolf per la medicina con Howard Cedar per "i loro contributi fondamentali nella ricerca dell'importanza del metilazione del DNA nel controllo dell'espressione del gene."